# Ján Hlavatý
Ján Hlavatý (* 14. května 1953) je bývalý slovenský fotbalista, obránce a záložník, reprezentant Československa. Za československou reprezentaci odehrál roku 1979 jedno utkání (přátelský zápas s Maďarskem), jednou nastoupil i za reprezentaci do 21 let a jednou za olympijský výběr. V lize odehrál 183 utkání a dal 26 gólů. Hrál za Plastiku Nitra (1979–1981, Slovan Bratislava (1981–1985) a Inter Bratislava (1985–1986). Se Slovanem získal roku 1982 Československý pohár. 2x startoval v evropských pohárech.